# 生態經濟學

可持續發展的三個支柱：社會、環境及經濟。

生態經濟學是一個跨學科的學術研究領域，旨在了解在不同時間和空間下，人類經濟與自然生態間的共同演化和互相依存的關係。有別於環境經濟學，環境經濟學是對環境的主流經濟分析，生態經濟學則把經濟視作為生態系統下的子系統，並強調保存自然資本。一個由德國經濟學家所作的調查發現，生態經濟學和環境經濟學是不同的經濟學派，因為生態經濟學家強調強而有力的可持續性，並且否定物質資本可以取代自然資本的看法。
生態經濟學建立於Kenneth E. Boulding、Nicholas Georgescu-Roegen、赫尔曼·E·戴利、Robert Costanza及其他學者的研究之上。而綠色經濟，一般來說，就是生態經濟學在政治上更實在的應用。
據生態經濟學家Malte_Michael_Faber所言, 生態經濟學的特質在於其論述聚焦於自然、公義以及時間。有關於跨代平等、環境的可容受能力、環境轉變的不可逆性、長遠後果的不確定性、以及可持續發展等的議題，都為生態經濟學的分析和評估帶來指引。生態經濟學家對主流經濟學的基本做法例如成本效益分析，以及到底經濟學的價值觀判斷可以跟學術研究分離到甚麼程度等，抱著質疑的態度。生態經濟學認為經濟學無可避免是規範性的學問，而非實證主義（經驗主義）的。嘗試結合時間和公義問題的位置分析（英語：Positional analysis），就被提出作為另一個選擇。
生態經濟學包括對社會的新陳代謝作研究，亦即是對能源和資源進入及離開經濟體系的流動作研究。這個學術次領域亦被稱為生物物理經濟學、生物經濟學或熱經濟學，同時亦跟一門名為工業共生的應用科學有關連。生態經濟學建基於一個概念模型，認為經濟體系跟能源和資源的流動、以及由生態系統所提供的「服務」緊密相連並因而得以維持。來自不同學科的學者都對經濟和環境的關係作出研究，關注點包括能源和資源的流動及可持續發展、環境質素，以及經濟發展。

## 自然與生態

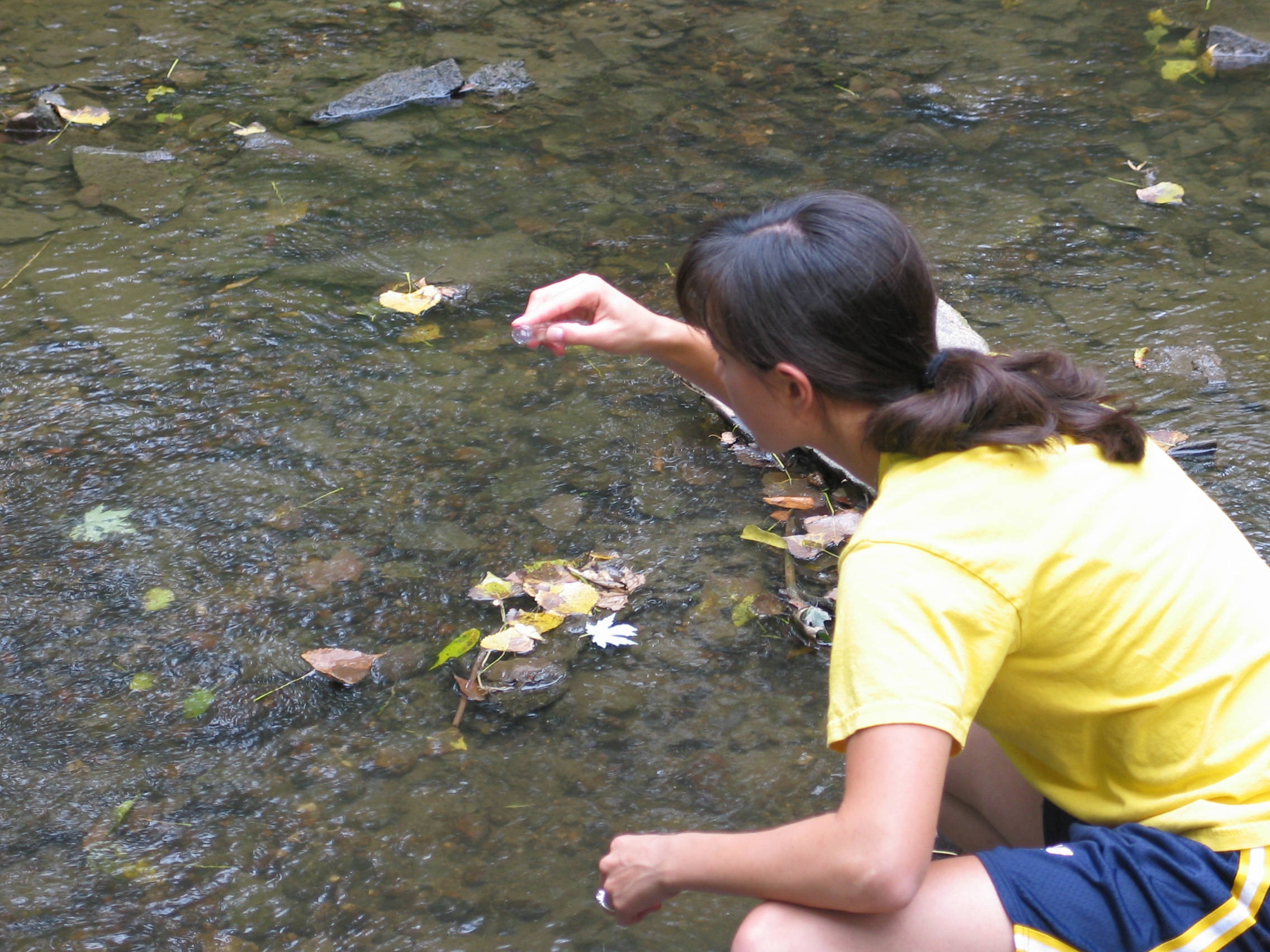
環境科學家正在取水樣本。

經濟學中一個簡單的收入循環流程圖，來到生態經濟學就被取代為一個較複雜的流程圖，指出陽光作為能源輸入到生態系統，維持著自然界的投入和環境所提供的「服務」，並最終成為生產單位。被消耗之後，自然界的投入離開經濟體系，成為污染和廢棄物。當資源被消耗掉，或者遭受到污染無法使用，環境提供服務和資源的潛力和功能便會耗盡。而「洗涤槽功能」（英語：Sink function）就是指環境把廢物和污染吸引並無害化的能力：當廢物的輸出超過洗涤槽功能的上限，長遠的損害便會發生:8。一些具持久性的污染物，例如某些有機污染物和核廢料，環境只能極之緩慢地甚至完全不能吸收；生態經濟學家強調把「累積性污染物」盡可能減到最少:28。污染物會影響人類和氣候的健康。
主流環境經濟學同意自然資本和生態系統服務具有經濟價值，但生態經濟學特別強調它們的重要性。生態經濟學家可能會在衡量成本的金錢價值之前，首先評估要如何去維持環境的穩定:9。